# Björsjötjärnen, Jämtland
Björsjötjärnen är en sjö i Bräcke kommun i Jämtland som ingår i Ljungans huvudavrinningsområde. Sjön har en area på 0,33 kvadratkilometer och ligger 296 meter över havet. Sjön avvattnas av vattendraget Idbäcken.

## Delavrinningsområde
Björsjötjärnen ingår i det delavrinningsområde (698721-147111) som SMHI kallar för Utloppet av Börsjötjärnen. Medelhöjden är 323 meter över havet och ytan är 1,98 kvadratkilometer. Räknas de 4 avrinningsområdena uppströms in blir den ackumulerade arean 28,9 kvadratkilometer. Idbäcken som avvattnar avrinningsområdet har biflödesordning 3, vilket innebär att vattnet flödar genom totalt 3 vattendrag innan det når havet efter 212 kilometer. Avrinningsområdet består mestadels av skog (70 procent). Avrinningsområdet har 0,33 kvadratkilometer vattenytor vilket ger det en sjöprocent på 16,6 procent.